# Edna Sent Vinsent Milej
Edna Sent Vinsent Milej (engleski: Edna St. Vincent Millay; Rokland, Mejn, 22. februar 1892 – Austerlic, Njujork, 19. oktobar 1950) je bila američkа pesnikinja i dramski pisac. Dobila je Pulicerovu nagradu za poeziju 1923. godine.

## Biografija
Edna Sent Vinsent Milej je rođena 1892. godine u Roklendu u državi Mejn. Majka ju je učila da piše pesme i da svira klavir a znala je i šest jezika. Njena prva pesma koja je skrenula pažnju javnosti bila je „Renesansa“ 1912. godine zbog koje je dobila stipendiju za prestižni ženski koledž Vasar (Vassar College). Radila je kao dramski pisac, glumica i novinarka časopisa Vanity Fair. Rano se proslavila, kako poezijom tako i boemskim životom u Grinič Vilidžu. Pisala je i priče pod pseudonimom Nensi Bojd (Nancy Boyd). Napisala je tri drame u stihu i jedan libreto za operu. Za četvrtu knjigu pesama „Balada tkalje na harfi“ (The Ballad of the Harp Weaver) 1923. dobila je Pulicerovu nagradu. Iste godine se udala za holandskog uvoznika kafe i udovca Eugena Jana Bosevena (holandski: Eugen Jan Boissevain, 1880–1949). Živeli su na imanju Stipltop (Steepletop) nadomak Austerlica u Njujorku. Godine 1943. Edna Milej je dobila Medalju Roberta Frosta za poeziju. Umrla je od srčanog udara u 58. godini života.

## Poezija
Pod uticajem Roberta Frosta počela je da piše sonete. Harijet Monro (Harriet Monroe) nazvala je Ednu Milej „najvećom pesnikinjom posle Sapfo“. Iako je koristila tradicionalnu formu i pisala uglavnom ljubavnu liriku, njeni za dvadesete godine XX veka nekonvencionalni i feministički stavovi doneli su joj veliku popularnost kod čitalaca. Zbirka pesama objavljena 1920. godine, „Nešto smokava s čkalja“(A Few Figs From Thistles), poslužila je kao osnova nastanku svojevrsne legende o Milej kao ekscentrične i slobodoumne mlade žene i buntovnice. Jedna od njenih svakako najpoznatijih pesama iz ove knjige je „Prva smokva“ („First Fig“).
U narednoj knjizi „Drugi april“ 1921. Edna Milej pored soneta počinje da piše i pesme u slobodnom stihu. „Proleće“ („Spring“) je njena prva takva pesma:
| „ | S kojom se svrhom, Aprilu, ponovo vraćaš? Lepota nije dosta. Ne možeš više da me smiriš rujem Sitnog lišća što se lepljvo otvara. Ja znam šta znam. Sunce je toplo na mom vratu dok motrim Šiljke šafrana. Miris je zemlje dobar. Očigledno je da smrti nema. Ali šta to znači? Nisu samo pod zemljom ljudski mozgovi Koje su razjeli crvi. Život po sebi Ništa nije, Tek prazna čaša, stepenice bez ćilima. Nije dosta što svake godine, niz ovaj breg, April Dolazi kao idiot, brblja i rasipa cveće. | ” |

Knjigu „Tkalja na harfi i druge pesme“ (The Harp-Weaver, and Other Poems) Edna Milej je posvetila majci. Iako opisuje seoski ambijent, ova knjiga još više nego „Nešto smokava s čkalja“ obiluje progresivnim emancipatorskim stavovima. U njoj pesnikinja usavršava sonetnu formu po kojoj je i najpoznatija.
Knjiga „Jelen u snegu“ (The Buck in the Snow), 1928. donosi nove, političke teme kao odjek njenog interesovanja za slučaj Sako-Vanceti.
U knjizi „Kobni intervju“ (Fatal Interview), 1931. Milej se vraća ljubavnim sonetima te piše pesme inspirisana svojom vezom sa pesnikom Džordžom Dilonom (George Dillon).

## Važnija dela
- „Preporod i druge pesme“ (Renascence: and other poems), 1917.
- „Nešto smokava s čkalja : pesme i četiri soneta“ (A Few Figs From Thistles: Poems and Four Sonnets), 1920.
- „Drugi april“ (Second April), 1921.
- „Tkalja na harfi i druge pesme“ (The Harp-Weaver and Other Poems), 1923.
- „Jelen u snegu“ (The Buck in the Snow), 1928.
- „Kobni intervju“ (Fatal Interview), 1931.
- „Sabrani soneti“ (Collected Sonnets of Edna St. Vincent Millay), 1941.
- „Ljubav nije sve“ (Love is Not All), 2008.

## Spoljašnje veze
- Guide to the Edna St. Vincent Millay Collection, 1892-1988
- Edna St. Vincent Millay: “Renascence” by Hannah Brooks-Motl
- Working Girl by Kate Bolick
- Poetry of Edna St. Vincent Millay